# Riu de Cerdanya
Riu de Cerdanya és un municipi de la comarca de la Baixa Cerdanya.

## Geografia i medi físic
- Llista de topònims de Riu de Cerdanya (Orografia: muntanyes, serres, collades, indrets..; hidrografia: rius, fonts...; edificis: cases, masies, esglésies, etc).

Riu de Cerdanya està situat a la Baixa Cerdanya, a uns 1.100 m sobre el nivell del mar.
El poble està envoltat de muntanyes de gran alçada.

## Climatologia
El municipi té un clima d'alta muntanya, amb hiverns molt freds i neu i amb estius suaus.
La precipitació és abundant i els mesos d'hivern sol caure en forma de neu.

## Demografia
| 1996 | 1998 | 2000 | 2002 | 2004 | 2006 | 2008 | 2010 | 2012 | 2014 |
| ---- | ---- | ---- | ---- | ---- | ---- | ---- | ---- | ---- | ---- |
| 52   | 67   | 81   | 84   | 99   | 94   | 116  | 111  | 116  | 106  |

| 2016 | 2018 | 2020 | 2022 | 2024 | 2026 | 2028 | 2030 | 2032 | 2034 |
| ---- | ---- | ---- | ---- | ---- | ---- | ---- | ---- | ---- | ---- |
| 97   | 94   | 93   | 100  | 99   | -    | -    | -    | -    | -    |

El primer cens és del 1997, després de la desagregació de Bellver de Cerdanya.

## Història
Antigament anomenat Riu de Pedra, formava part del municipi d'Urús i Riu. En la divisió provincial del 1833, l'antic municipi va quedar partit pel mig: Urús, a la província de Girona, i Riu, a la província de Lleida. Va formar un municipi independent, amb el nom de Riu de Pendís, fins que el 1973 va ser agregat a Bellver de Cerdanya. El 1997 se'n va segregar, juntament amb el poble de Canals.

## Economia
L'economia del poble es basa principalment en l'agricultura i la ramaderia.

## Llocs d'interès
Església de Sant Joan Baptista.

## Fires i festes
Sant Joan i Cap d'Any.
Sant Joan: És la festa major del poble. A la nit es poden veure un munt de petards i, al mig de la plaça, una foguera. Com que és festa major, l'endemà al matí hi ha inflables i també una festa d'escuma per a la canalla. Un dels actes destacats de la festa és el Ball de les Rentadores, un ball que acaba amb una remullada col·lectiva de tots els assistents.
Cap d'Any: En aquesta festa es fa un sopar a l'Ajuntament i abans que sonin les campanades els participants pugen al campanar amb els grans de raïm a esperar que siguin les 12 per poder-se felicitar.